# 새미 잭슨
새미 잭슨(Sammy Jackson, 1937년 8월 18일 ~ 1995년 4월 24일)은 미국의 배우, 텔레비전 배우, 라디오 DJ이다.

## 영화
- 더 폴 가이 (1981년)
- 백만달러의 오리 (1971년)
- 해안 경비대 (1970년)
- 패스티스트 기타 얼라이브 (1967년)